# Kanad
Kanad è una suddivisione dell'India, classificata come nagar panchayat, di 8.650 abitanti, situata nel distretto di Shajapur, nello stato federato del Madhya Pradesh. In base al numero di abitanti la città rientra nella classe V (da 5.000 a 9.999 persone).

## Geografia fisica
La città è situata a 23° 41' 23 N e 76° 08' 45 E.

## Società

### Evoluzione demografica
Al censimento del 2001 la popolazione di Kanad assommava a 8.650 persone, delle quali 4.532 maschi e 4.118 femmine. I bambini di età inferiore o uguale ai sei anni assommavano a 1.494, dei quali 776 maschi e 718 femmine. Infine, coloro che erano in grado di saper almeno leggere e scrivere erano 5.290, dei quali 3.329 maschi e 1.961 femmine.